# Sekundenschlaf
Sekundenschlaf ist die Bezeichnung für Müdigkeitsattacken. Hierbei handelt es sich um ein ungewolltes Einschlafen für mehrere Sekunden. Im Blickpunkt steht das lange bekannte Problem im Zusammenhang mit Verkehrssicherheit und Arbeitsunfällen. Nach Angaben des Deutschen Verkehrssicherheitsrats wird etwa „jeder vierte Unfall mit Todesfolge auf Autobahnen (…) durch kurzes Einnicken verursacht“.

## Ursachen und Anzeichen

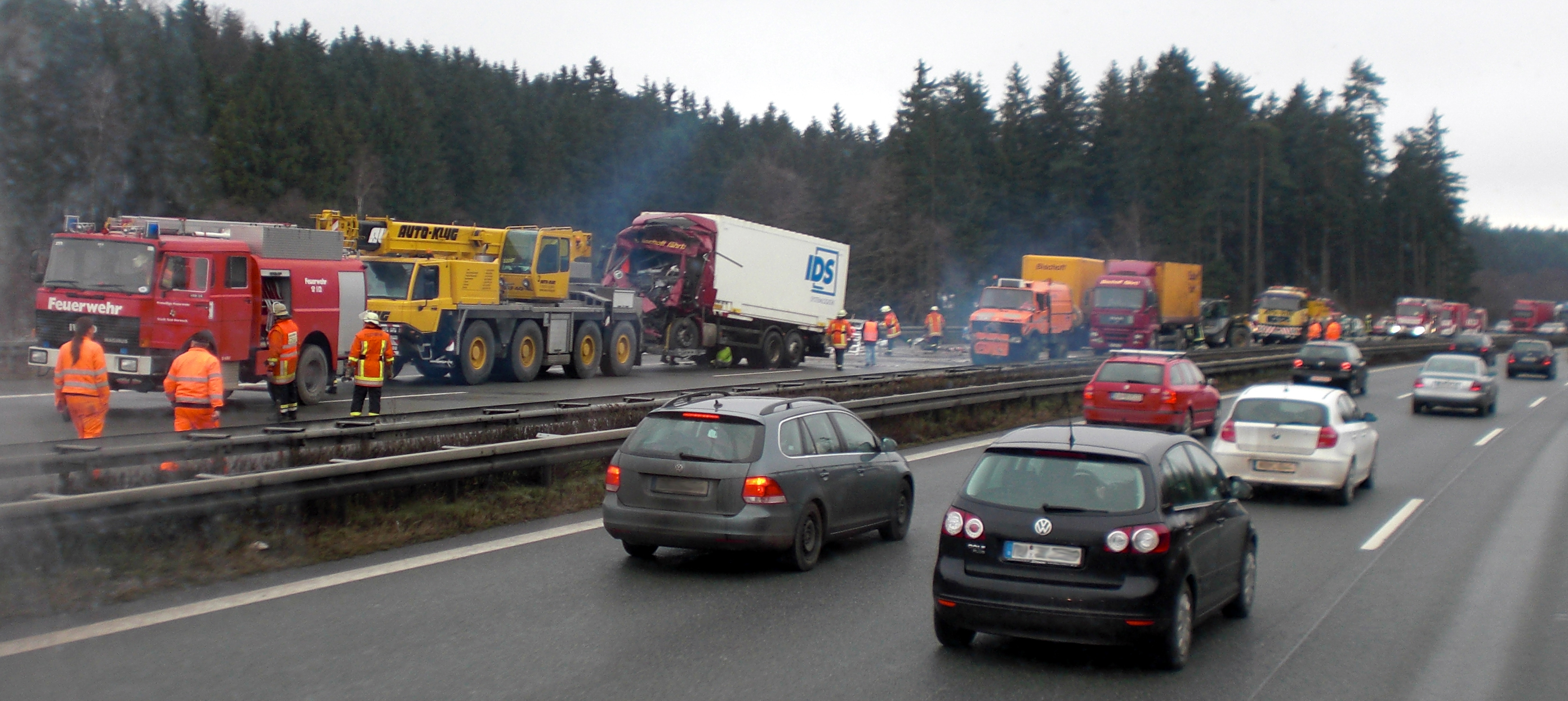
Auffahrunfall, eine mögliche Folge des Sekundenschlafs

Ursachen sind zu wenig Schlaf oder ein Schlafdefizit über Tage oder Wochen, Fahren oder Arbeiten in Zeiten, in denen man normalerweise schläft, lange Wachzeiten, lange Fahrten ohne Erholungspausen, Alkohol und schweres Essen, wechselnder Schlafrhythmus bei Schichtarbeitern und auch Erkrankungen, die den Schlaf beeinträchtigen (Schlafstörungen) und Tagesschläfrigkeit zur Folge haben. Zu den bekanntesten darunter zählt das Schlafapnoe-Syndrom. Verstärkend auf die Müdigkeit wirkt sich das Verrichten monotoner Tätigkeiten aus.
Entgegen landläufiger Meinung kann der Sekundenschlaf jedoch auch mit offenen Augen ablaufen und in körperlich ausgeruhtem Zustand vorkommen. Die Ursache ist z. B., in einer bequemen Sitzhaltung zu sein, bei der Barorezeptoren längs der Wirbelsäule einen Ruhezustand signalisieren und dadurch im Gehirn das Weckzentrum ausgeschaltet wird. Wenn die Sinneswahrnehmung der Augen zusätzlich durch monotone Bildeindrücke die Aufmerksamkeit unterfordert, wird die Gehirnaktivität so weit zurückgefahren, dass Reaktionszeiten von mehreren Sekunden die Folge sind.
Anzeichen für einen bevorstehenden Sekundenschlaf können sein:
- schwer werdende Augenlider,
- brennende oder schmerzende Augen,
- trockene Mundschleimhaut,
- Gähnen, das sich kaum mehr unterdrücken lässt,
- leichtes Frösteln,
- wiederholtes Aufschrecken aus Unaufmerksamkeit,
- Entspannen des Musculus ciliaris (Blick ins 'Unendliche' durch Aufmerksamkeitsverlust).

## Abhilfe
Das einzige wirksame Mittel gegen Müdigkeit ist genügend erholsamer Schlaf. Treten beim Steuern eines Fahrzeugs oder dem Bedienen von Maschinen schon die ersten Anzeichen für einen bevorstehenden Sekundenschlaf auf, kann es Sekunden später zu spät sein.
- Die möglicherweise wirkungsvollste Form zur Vorbeugung gegen einen gefährlichen Sekundenschlaf ist ein zehn- bis zwanzigminütiger Schlaf sofort nach Auftreten der Müdigkeitssymptome.
- Auf keinen Fall sollte man versuchen, sich bei Autofahrten durch die Erhöhung der Lautstärke des Radios, Öffnen des Seitenfensters oder eine Unterhaltung mit dem Beifahrer wachzuhalten. Der spontanen Müdigkeit kann nur durch eine ausreichende Schlaf-Pause entgegengewirkt werden.
- Abhilfe bei wenig erholsamem Schlaf verschafft oft eine verstärkte Beachtung der Schlafhygiene und Beobachtung der eigenen Verhaltensweisen.
- Fachärztliche Untersuchung in einem Schlaflabor.

## Warnsysteme
Seit 2009 bieten verschiedene Fahrzeughersteller Warnsysteme gegen den Sekundenschlaf als Teil ihrer Fahrerassistenzsysteme an. Die Müdigkeitserkennung versucht hierzu durch Auswertung verschiedener Parameter, wie z. B. dem Einhalten der Spur oder von Lenkradbewegungen, Rückschlüsse auf die Schläfrigkeit des Fahrers zu ziehen und nach Bedarf verschiedene Warnmaßnahmen auszulösen. Wie alle unterstützenden Systeme ersetzen sie ein verantwortungsvolles Verhalten nicht. Sie können den Fahrer nur auf eventuell notwendige Fahrtunterbrechungen aufmerksam machen, nicht aber verlässlich Schlaf verhindern.